# Aqsu (Arys)
Der Aqsu (kasachisch Ақсу – „Weißer Fluss“) ist ein linker Nebenfluss des Arys im Süden von Kasachstan.
Der Aqsu entspringt im äußersten Westen des Talas-Alatau an der Grenze zu Kirgisistan. Der Oberlauf des Aqsu im Gebirge befindet sich im Aqsu-Schabaghyly-Naturreservat. Der Fluss fließt anfangs in westsüdwestlicher, später in westlicher Richtung aus dem Bergland heraus in die Steppenebene. Dort wendet er sich nach Nordwesten und passiert die Gemeinde Aqsukent. Schließlich mündet er in den Arys, ein rechter Nebenfluss des Syrdarja. Der Aqsu hat eine Länge von 133 km. Er entwässert ein Areal von 766 km². Der mittlere Abfluss im Audan Sairam beträgt 9,68 m³/s.